# Midden-Juba
Midden-Juba (Somalisch: Jubbada Dhexe, Arabisch: جوبا الوسطى, Ǧūbbā al-Wusṭā, Engels: Middle Juba) is een regio (gobolka) in Jubaland, in zuidwestelijk Somalië. De hoofdstad is Bu'aale.
Het grenst aan de Somalische regio's Gedo, Bay, Neder-Shabelle en Neder-Juba en de Indische Oceaan. Ondanks zijn geringe grootte en lage bevolkingsaantal is Midden-Juba een van de economisch rijkste regio's van Somalië en het land is door zijn vruchtbaarheid geschikt voor landbouw.
Voor 1975, tot aan de binnenlandse migraties, was deze regio de minst bevolkte regio in Somalië.
Midden-Juba bestaat uit drie districten:
- Bu'aale (hoofdstad)
- Saakow
- Jilib (Gilib)

Awdal · Bakool · Banadir · Bari · Bay · Galguduud · Gedo · Hiiraan · Midden-Juba · Midden-Shabelle · Mudug · Neder-Juba · Neder-Shabelle · Nugaal · Sanaag · Saaxil · Sool · Togdheer · Woqooyi-Galbeed
Galmudug · Jubaland · Puntland · Somaliland